# 旧金山法学院
旧金山法学院是美国加利福尼亚旧金山的一所私营、营利性法学院，成立于1909年，是美国西部历史最长的夜校法学院，自2010年起附属于亞萊恩國際大學。该校自1937年起已获加州司法考试考务委员会核准，但未获美国律师协会核准。因此该校毕业生需要先考取加州律师执业资格，才可以试图去取得美国其他州的执业资格，尽管有些州仅允许美国律师协会核准的法学院取得执业资格。